# Villazala
Villazala es un municipio y villa española de la provincia de León, en la comunidad autónoma de Castilla y León. Cuenta con una población de 596 habitantes (INE 2024).

## Geografía

### Ubicación
| Noroeste: Villarejo de Órbigo        | Norte: Bustillo del Páramo | Noreste: Bustillo del Páramo     |
| Oeste: San Cristóbal de la Polantera |                            | Este: Urdiales del Páramo        |
| Suroeste Soto de la Vega             | Sur: Regueras de Arriba    | Sureste: Valdefuentes del Páramo |

## Historia

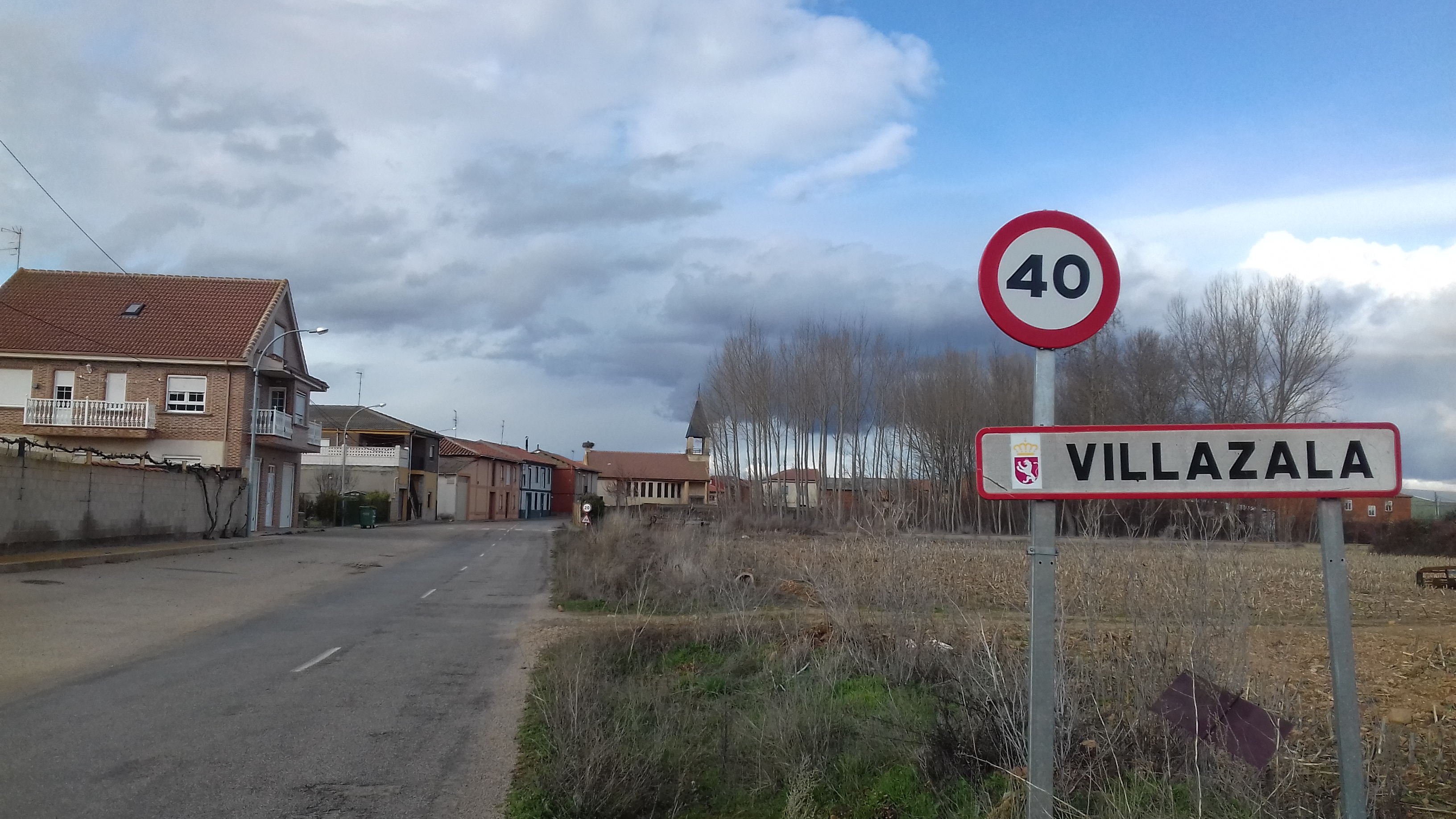
Entrada a Villazala

De la época romana, probablemente relacionado con el desarrollo de las guerras cántabras, data un campamento romano de campaña descubierto al Norte de la localidad de Huerga de Frailes.
Su primera constancia histórica data de 1118. La villa nació con la actividad repobladora de los siglos X y XI. A tenor de su toponimia y de sus gentes, así como de su ubicación, Villazala fue poblada por mozárabes y omañeses. En el siglo XV forma parte del señorío del marqués de Astorga, siendo cabeza de una de sus jurisdicciones, que englobaba una decena de pueblos de la Ribera del Órbigo y otros tantos del Páramo leonés. Es en ese mismo siglo cuando parece haberse construido un palacio en la villa, del cual no quedan restos pero sí varias referencias históricas de su existencia. Aún se desconoce la ubicación exacta del mismo. Tenía también escribano nombrado directamente por el Marqués.
La relevancia que pudieron haber tenido estas cabezas de jurisdicción vino a menos con el auge de La Bañeza, que se convirtió en cabeza comercial (aunque no jurisdiccional) de la zona a partir del siglo XVI.
En 1812 desapareció la jurisdicción con la implantación de los ayuntamientos. Un primer intento fallido durante el Trienio Liberal llevó a la definitiva configuración de 1833-1837 en la que  Villazala fue elegida como cabeza de municipio, pero sin que estuvieran ya incluidos los pueblos de la ribera. En origen se compuso de los pueblos que aún lo componen hoy, más los de Valdefuentes y Azares. Estos dos se segregaron en la reordenación de 1860, formando juntos un nuevo municipio. Hubo nuevos intentos de volverlos a juntar pero hasta hoy se mantienen ambos municipios independientes. Por esas fechas también perdió definitivamente su escribanía.
El siglo XX trajo grandes cambios a la localidad. A mediados de la década de los 30 llegaba la electricidad. Y en los 50 se inició la concentración parcelaria y el regadío gracias a la construcción del pantano de Luna, inaugurado a finales de esa década. Si bien Villazala mantenía alguna zona regable desde el siglo XIV gracias a la histórica Presa Cerrajera, su ubicación en las arribas del río Órbigo obligaba a que casi toda la siembra fuera en secano. Pero durante los 60 se reordenó el campo y se construyeron los grandes canales de riego. En 1969, casi como último de ellos, se inauguró la acequia Castañón, que pasa junto al pueblo. Desapareció el ya poco viñedo existente y se dejó paso a nuevos cultivos. Sin embargo, lo que podía ser el resurgimiento y el futuro de la comarca coincidió con la mayor época de emigración, principalmente a Cataluña, lo que motivó que a pesar de tener una mayor riqueza agraria, comenzara a descender la población al emigrar los jóvenes. En la década de los 80 se cimentaron las calles, labor que realizaron los propios vecinos del pueblo mediante hacendera.
Los 90 trajeron el casi abandono de algunos cultivos, como la alubia, en beneficio de la maíz, menos costosa de trabajar y por entonces con mejor precio de mercado. A día de hoy son el maíz, la remolacha azucarera y el cereal (trigo y cebada principalmente, con algo de avena y centeno) los cultivos más habituales, si bien proliferan las huertas que facilitan buena parte de las legumbres y hortalizas a las gentes del vecindario. También a principios de esa década se estrenaba la nueva iglesia, que mantiene un marcado estilo rural; poco después se construía un nuevo cementerio.
En el siglo XXI se procedió a una nueva reconcentración parcelaria y la modernización de los regadíos.

## Demografía

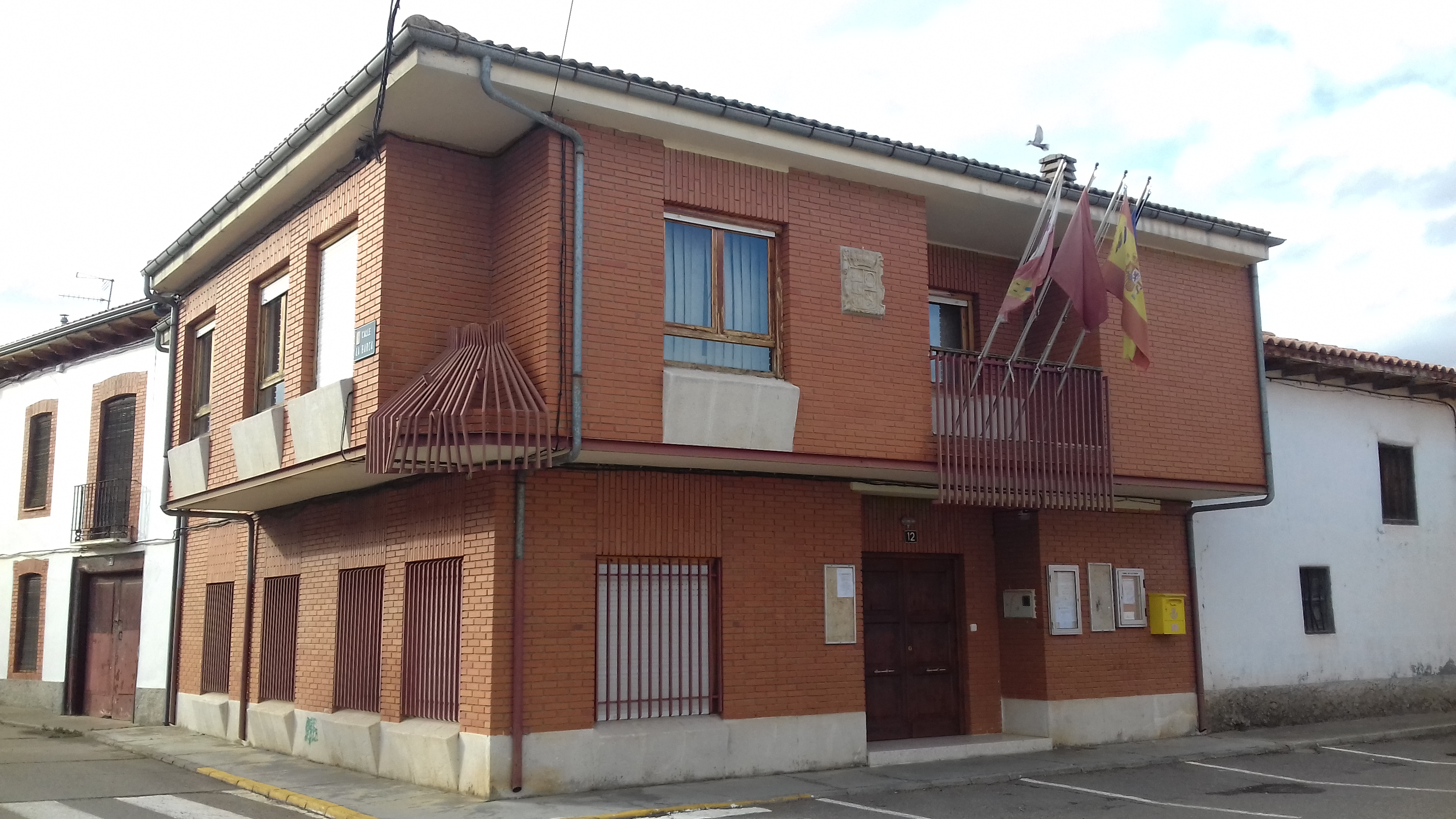
Casa consistorial

Cuenta con una población de 596 habitantes (INE 2024).
| Gráfica de evolución demográfica de Villazala entre 1842 y 2021 |
| |
| Población de derecho según los censos de población del INE Población de hecho según los censos de población del INE Entre el censo de 1860 y el anterior disminuye el término del municipio porque independiza a Valdefuentes del Páramo |